# Жълта манатарка
Жълтата манатарка (Boletus appendiculatus, Butyriboletus appendiculatus) е вид базидиева гъба от семейство Манатаркови (Boletaceae).

## Наименования и етимология
От лат. appendiculatus се превежда „придатък“. Родовото наименование на гъбата „Boletus bolos“ се превежда от гръцки като „бучка глина“ и „годна за консумация гъба“.
Този вид манатарка е известна като:
- Жълта манатарка (български) – заради специфичния си цвят
- Butter bolete, Spindle-stemmed bolete (английски)
- Bolet appendiculé (френски)
- Anhängsel-Röhrling, Gelber Steinpilz (немски) – името произлиза от придатъка в основата на крака – Fortsatz (Anhängsel)
- Боровик девичий, Боровик придаточковый (руски)

Среща се със синонимите яйчник, маточник, 

## Описание

### Шапка
Първоначално полукълбовидна, после изпъкнала до плоско-изпъкнала. Кафява (като плода на кестен), кафеникава, по-рядко бледо кафява; не посинява при одраскване и натиск. Отначало повърхността ѝ е фино кадифена, но по-късно е гладка и/или с фини пукнатини. До 20 cm в диаметър.

### Тръбички
При младите гъби отворите на тръбичките (порите) са интензивно жълти (подобно на цвета на краве масло), после жълти, жълтозеленикави, накрая дори кафеникави; при одраскване посиняват. Тръбичките са със същия цвят и посиняват при разрязване (при млади екземпляри е по-малко вероятно).

### Пънче
Бухалковидно или цилиндрично, често в основата изтъняващо или вретеновидно-вкореняващо се. Лимоновожълто до жълто, към основата е по-тъмно, понякога до червеникаво-кафяво. Поне в горната половина (понякога изцяло) е покрито с фина жълтеникава мрежа. Посинява слабо при нараняване. С височина 5 – 15 cm.

### Месо
Твърдо, плътно. Жълтеникаво, в основата на пънчето – с розови или кафеникави оттенъци. Жълтото оцветяване е най-интензивно над тръбичките, където при разрязване посинява слабо. Има слабо изразена гъбна миризма и приятен, но неспецифичен вкус.

### Спори
Спорите имат размери 9 – 15 × 3.5 – 5.5 μm. Споровият отпечътък е тъмномаслиненокафяв.

## Разпространение и местообитание
Жълтата манатарка може да се намери само в топли широколистни гори, където образува микориза с дъбове (Quercus), бук (Fagus) и кестен (Castanea sativa). Предпочита варовити почви. Среща се много рядко – от началото на лятото до есента. Среща се в Европа и Северна Америка. Плодовите тела растат поединично, разпръснати или на групи под твърди дървета. В Северна Америка е по-често срещана в Тихоокеанския северозападен регион, където често се свързва с жив дъб и таноак (Notholithocarpus).

## Двойници
Сходен вид е Butyriboletus subappendiculatus. Този вид обикновено има по-бледо оцветяване на шапката, непосиняващо месо при разрязване, и расте само в иглолистни гори.

## Приложение
Жълтата манатарка е годна за консумация, въпреки че някои хора могат да имат алергична реакция към нея. Земният аромат на гъбите ги прави подходящи за супи, сосове и яхнии. Варените порции често стават сини, после сиви, след което връщат първоначалния си жълт цвят.